# ميشيل بولسونارو
ميشيل دي باولا فيرمو رينالدو بولسونارو (من مواليد 22 مارس 1982) هي سيدة البرازيل الأولى سابقاً. وهي الزوجة الثالثة للقبطان المتقاعد والرئيس الثامن والثلاثين للبرازيل جايير بولسونارو.

## حياتها
ولدت ميشيل دي باولا وترعرعت في سيلانديا، المنطقة الإدارية لإحدى المقاطعات الفيدرالية البرازيلية، وهي ابنة «ماريا داس غراكاس فيرمو فيريرا» و«فيسنتي دي باولو رينالدو». والدها، المولود في في ولاية سيارا، كان سائق حافلة متقاعد، وكان يلقب بـ «باولو نيغاو»، لديها شقيق أصغر منها هو دييغو توريس رينالدو (مواليد 1988)، وهو عضو في القوات الجوية البرازيلية.
حصلت على دبلوم المدرسة الثانوية والتحقت بالجامعة كطالبة صيدلة، لكنها لم تأخذ دروسًا. عملت مندوبة مبيعات في متجر لبيع الملابس وأمين صندوق سوبر ماركت قبل أن تعمل كسكرتيرة برلمانية.